# Znamení kříže (drama)
Znamení kříže (v originálu La Devoción de la Cruz) je barokní drama, jehož autorem je Pedro Calderón de la Barca.
Příběh pojednává o mladém šlechtici Eusebiovi, který zabije Lisarda – bratra své vyvolené dívky. Jeho milovaná, Julie, je však velmi otřesena, odchází do kláštera. Její milovaný Eusebio se stává loupežníkem a mstí se svou krutostí a nemorálností. Nakonec je Eusebio vypátrán svým pronásledovatelem, otcem zavražděného Lisarda i Julií, která se zatím ze žalu nad domnělou Eusebiovou urážkou stala po útěku z kláštera bezcitnou vražednicí. Eusebio je lynčován davem. Před svou smrtí se však dovídá, že je Juliiným bratrem a Curciovým ztraceným synem. Jeho dívka, proklínající se kvůli nevědomě krvesmilným touhám, později umírá.